# Gerard 't Hooft
Gerardus (Gerard) ’t Hooft (Den Helder, 5 juli 1946) is een Nederlandse natuurkundige. Hij wordt beschouwd als toonaangevend in de theoretische natuurkunde en won in 1999 de Nobelprijs. Hij is emeritus hoogleraar aan de Universiteit Utrecht en was ambassadeur van het Nederlandse Mars One-project.

## Levensloop
Gerard ’t Hooft (lid van de familie 't Hooft) werd geboren als tweede van drie kinderen en bracht zijn jeugd door in Den Haag. Zijn vader was maritiem ingenieur, zijn moeder kwam uit een geslacht van natuurkundigen. Zo was zijn oudoom Nobelprijswinnaar Frits Zernike, de uitvinder van de fasecontrastmicroscoop. Zijn oom Nico van Kampen, hoogleraar in Utrecht, zette hem op het pad van de natuurkunde en begeleidde hem in het begin van zijn carrière. Na het gymnasium (Dalton Den Haag) studeerde 't Hooft wis- en natuurkunde aan de Universiteit Utrecht en promoveerde daar in 1972. Al voor de promotie publiceerde hij met zijn promotor Martin Veltman (1931-2021) baanbrekende artikelen over deeltjesfysica, waardoor hij in één klap binnen het vakgebied beroemd werd.
Ondanks aanbiedingen is ’t Hooft niet naar een Amerikaanse universiteit vertrokken. Zijn band met Nederland heeft hem in Utrecht gehouden. Hij werd tijdens zijn studie lid van het Utrechtsch Studenten Corps en ging roeien bij Triton. Sinds 1977 is hij er hoogleraar theoretische natuurkunde, verbonden aan het Spinoza-instituut sinds de oprichting in 1998. Hij heeft er op zijn beurt een aantal talenten opgeleid. Zo promoveerden Herman Verlinde, Erik Verlinde en Robbert Dijkgraaf bij hem.

### Prijzen en lidmaatschappen
Als scholier was Gerard ’t Hooft al een getalenteerd wetenschapper. In de vijfde klas van de middelbare school won hij een tweede prijs op de Nederlandse Wiskunde Olympiade.
In 1999 kreeg hij met Martinus Veltman de Nobelprijs voor de Natuurkunde voor het ophelderen van de kwantumstructuur van elektrozwakke interacties in de natuurkunde. Veltman is in 1981 vanwege onenigheid, die erover ging wie de eer van hun ontdekkingen toekwam, uit Utrecht vertrokken, maar nadat hun beiden de Nobelprijs was toegekend, hebben zij hun geschil bijgelegd.
’t Hooft besteedt sinds 1999 veel tijd aan lezingen in binnen- en buitenland. Eerder ontving hij ook al velerlei eerbewijzen, zoals de Israëlische Wolfprijs voor de natuurkunde van 1981, samen met Freeman Dyson en Victor Weisskopf, de Franklin Medal uit de VS, de Spinozapremie en een aantal eredoctoraten. De planetoïde 9491 Thooft is naar hem genoemd. Hij is sinds 1982 lid van de Koninklijke Nederlandse Akademie van Wetenschappen, die hem in 2003 tot Akademiehoogleraar benoemde en hem in 1986 de Lorentzmedaille toekende. Tevens is hij (buiten)lid van de wetenschapsacademies van België, Frankrijk en de Verenigde Staten. ’t Hooft is Commandeur in de Orde van de Nederlandse Leeuw en Officier in het Franse Legioen van Eer. In 2010 ontving hij de Gouden Lomonosov-medaille van de Russische academie van wetenschappen. In 2025 won hij de Breakthrough Prize voor fundamentele natuurkunde.

### Persoonlijk
’t Hooft is getrouwd met Albertha Anje Schik (Betteke). Ze hebben twee dochters. Zijn Nederlandse boek Planetenbiljart is door zijn dochter Saskia Eisberg-’t Hooft in het Engels vertaald en in 2008 verschenen met als titel Playing with Planets.

## Werk
Binnen de theoretische natuurkunde beschouwen velen Gerard ’t Hooft als een van de grootsten van het moment en de belangrijkste Nederlander sinds H.A. Lorentz (1853-1928). Hier volgt een lijst van zijn belangrijkste wapenfeiten.
Dimensionele renormalisatie (1972)
Zijn promotie-onderzoek was de laatste stap die nodig was voor het toepassen van een bepaald soort wiskundig model, Yang-Mills-theorie, bij het beschrijven van het gedrag van de natuur op kleine schaal. De elektromagnetische en de zwakke kracht werden hiermee verenigd in één beschrijving. Dat model gaf aanvankelijk vaak 'oneindig' als uitkomst, maar door de renormalisatie-methode van ’t Hooft en zijn promotor Martin Veltman werd het bruikbaar. Zo voorspelde het model de massa van het topquark en de eigenschappen van de W-bosonen en het Z-boson, die later in experimenten in CERN bleken te kloppen. Voor dit werk kregen ’t Hooft en Veltman de Nobelprijs voor de Natuurkunde.
Quark confinement (1972)
De hadronen, deeltjes die onderhevig zijn aan de sterke kernkracht, zoals pionen, protonen en neutronen, bestaan uit twee of meer quarks. Opmerkelijk genoeg worden zulke quarks nooit los aangetroffen. ’t Hooft gaf een verklaring voor die confinement, of opsluiting, namelijk dat de aantrekking tussen de quarks sterker wordt naarmate ze meer uit elkaar worden getrokken, zodat je ze nooit los krijgt. Dit werd een ingrediënt van de kwantumchromodynamica (QCD) waarvoor in 2004 nog een Nobelprijs werd toegekend. ’t Hooft werd deze keer overgeslagen.
Large-Nc limit in de kwantumchromodynamica (1974)
Voorspellingen (oplossingen) van de QCD, de theorie van de sterke kernkracht, zijn in de meeste gevallen niet exact te berekenen. ’t Hooft bedacht een originele methode om de oplossingen te benaderen. De quarks uit de theorie komen voor in drie varianten, 'kleuren'. ’t Hooft vatte die drie op als een parameter {\displaystyle N_{c}}, het aantal kleuren, nam daarvoor een zeer grote waarde en schatte het verschil tussen deze 'Large-{\displaystyle N_{c}} limit' en de werkelijkheid. Zo bereikte hij een redelijke benadering.
Holografisch principe (1993)
De (maximale) hoeveelheid informatie die in een bepaalde ruimte past, is evenredig met het volume, de hoeveelheid ruimte. Althans, dat zou je denken. In werkelijkheid is ze evenredig met de oppervlakte, het grensvlak, van die ruimte. De informatie in de ruimte is op een bepaalde manier aan de buitengrens af te lezen. De inhoud is in zekere zin op de oppervlakte afgebeeld, één dimensie minder, net zoals bij een hologram de 3D-ruimte kan worden geprojecteerd vanuit een 2D-vlakke plaat. Dit opmerkelijke idee, dat het holografisch principe wordt genoemd, is van ’t Hooft afkomstig.
Meer bijdragen aan de natuurkunde
De bijdragen van ’t Hooft liggen vooral in de deeltjesfysica en zijn soms vrij technisch van aard. Zo loste hij in 1986 het {\displaystyle U(1)}-probleem op, een mysterie uit de deeltjesfysica. Eerder toonde hij aan dat in bepaalde modellen bijzondere oplossingen mogelijk zijn, de zogeheten 't Hooft-Polyakov-monopolen. Nog zo'n bijzondere situatie is het instanton, een andere vinding van ’t Hooft.

### Huidige onderzoeksrichting
Tegenwoordig houdt ’t Hooft zich bezig met de zoektocht naar een theorie van kwantumgravitatie, die de vier fundamentele natuurkrachten in één model samenvat, oftewel de kwantummechanica met de algemene relativiteitstheorie verenigt. Een van de wegen waarlangs men dit probeert is de snaartheorie.
Over de snaartheorie had ’t Hooft aanvankelijk bedenkingen. Hij vond dat de aanhangers van deze modieuze theorie te rooskleurige verhalen verspreidden over hun resultaten. Loaded with overstatements, vol overdrijvingen, zo beschreef hij in 1996 de berichten uit het snaren-kamp, in werkelijkheid begrijpen ze het instorten van sterren niet beter dan anderen. In latere jaren is hij zich toch met de snaartheorie bezig gaan houden. Zo geeft hij er college in en heeft hij er een aantal wetenschappelijke artikelen over geschreven.

## Filosofische visie
’t Hooft heeft in 1997 in het televisieprogramma Noorderlicht verklaard, dat hij in zijn hart determinist is: aan al het toeval in de kwantummechanica moet een helemaal door oorzaak en gevolg bepaalde detailwereld ten grondslag liggen. Daarmee schaart hij zich achter Albert Einstein, die dezelfde mening had. Binnen het deterministische wereldbeeld is weinig ruimte voor een vrije wil of een persoonlijke god.
In het verlengde van dat determinisme ligt de positie die ’t Hooft innam in het debat over de informatieparadox bij zwarte gaten. Terwijl Stephen Hawking en anderen zeiden dat informatie in een zwart gat verloren kan gaan, hield ’t Hooft, met anderen, vol dat de informatie er op de een of ander manier weer uitkomt. Hawking gaf in 2004 zijn ongelijk toe.
Over de vraag of de natuurkunde ooit de theorie van alles vindt, is hij iets minder optimistisch dan veel van zijn collega's. Hij betoogde in januari 2005 in Nature dat het aanlokkelijke idee van een natuur die maar op één manier in elkaar 'kan' zitten en door een eenvoudig wiskundig basisprincipe wordt beschreven, niet met de waarneming strookt.

## Publicaties
Voor het grote publiek schreef Gerard ’t Hooft:
- De bouwstenen van de schepping. Een zoektocht naar het allerkleinste

Zesde editie, Prometheus, Amsterdam, 2002, ISBN 9789044601459. Vertaald in het Engels, Italiaans, Japans en Chinees.
- Planetenbiljart. Sciencefiction en echte natuurkunde

Bert Bakker, Amsterdam, 2006, ISBN 9789035130265. De Engelse versie, 'Playing with Planets' verscheen in 2008 (WorldScientific), DOI:10.1142/6702, ISBN 9789812793072.
- Tijd in machten van tien. Natuurverschijnselen en hun tijdschalen

Veen Media, 2011, ISBN 9789085712435. Engelse vertaling: 'Time in Powers of Ten. Natural Phenomena and Their Timescales', 2014, World Scientific Publishing Co Pte Ltd, ISBN 9789814489812.
- (en)  The Cellular Automaton Interpretation of Quantum Mechanics (Fundamental Theories of Physics, 185)

Eerste editie, Springer, 2016, DOI:10.48550/arXiv.1405.1548, ISBN 9783319412849.
Enkele wetenschappelijke publicaties zijn:
- (en)  (redactie) 50 Years of Yang-Mills Theory (World Scientific, Singapore, 2005), DOI:10.1142/5601
- (en) Renormalization of massless Yang-Mills fields. Nuclear Physics B 33 (1971): 173-199. DOI: 10.1016/0550-3213(71)90395-6.
- (en) Renormalizable Lagrangians for massive Yang-Mills fields. Nuclear Physics B 35 (1971): 167-188. DOI: 10.1016/0550-3213(71)90139-8.
- (met M. Veltman) (en) Regularization and renormalization of gauge fields. Nuclear Physics B 44 (1972): 189-213. DOI: 10.1016/0550-3213(72)90279-9.
- (met M. Veltman) (en) Combinatorics of gauge fields. Nuclear Physics B 50 (1972): 318-353. DOI: 10.1016/S0550-3213(72)80021-X.
- (en) A planar diagram theory for strong interactions. Nuclear Physics B 72 (1974): 461-473. DOI: 10.1016/0550-3213(74)90154-0.
- (en) Magnetic monopoles in unified gauge theories. Nuclear Physics B 79 (1974): 276-284. DOI: 10.1016/0550-3213(74)90486-6.
- (en) How instantons solve the U(1) problem. Physics Reports 142 (1986): 357-387. DOI: 10.1016/0370-1573(86)90117-1.
- (en)  The Conceptual Basis of Quantum Field Theory, 23 december 2004.

## Voetnoten
1. ↑  (en) “Getting to Mars is a marvelous opportunity” - Interview with Dr. Gerard ‘t Hooft. Mars One Community Platform. Gearchiveerd op 26 april 2021. Geraadpleegd op 26 april 2021.
2. ↑  (en)  Universiteit Utrecht. Spinoza Institute. Gearchiveerd op 29 december 2020.
3. ↑  Ernst, Bruno, Pythagoras 3-3. Wiskundig Genootschap (november 1963). Gearchiveerd op 14 januari 2021. Geraadpleegd op 28-4-2020.
4. ↑  (en)  Jet Propulsion Laboratory. 9491 Thooft (1205 T-1).
5. ↑  Nederlandse Nobelprijswinnaar 't Hoofd wint prestigieuze wetenschapsprijs. www.nu.nl. Media Privacy Gate. Geraadpleegd op 6 april 2025.
6. ↑  (en)  Madhusree Mukerjee voor de Scientific American. Explaining Everything, januari 1996.
7. ↑  Albert Einstein: God dobbelt niet.
8. ↑  (en)  J Preskill voor California Institute of Technology. On Hawking’s Concession, 24 juli 2004.

## Websites
- 't Hooft. DBNL. De bouwstenen van de schepping, 1992. digitale versie
- VPRO. Mars One: Lancering van een droom, 17 februari 2016.
- (en)  't Hooft. The Future of Quantum Mechanics, 8 oktober 2004.
- (en)  't Hooft. Gerard 't Hooft. Eigen webpagina - Universiteit Utrecht - Faculteit Bètawetenschappen
- Gerard 't Hooft. Profielpagina - Universiteit Utrecht
- (en)  Gerardus ‘t Hooft – Biographical. NobelPrize.org. Nobel Media AB 2018
- (en)  The Nobel Prize in Physics 1999. NobelPrize.org. Nobel Media AB 2018.
- (en)  The New York Times. Hawking's Breakthrough Is Still an Enigma, 22 januari 2002.